# دوغ ديكي
دوغ ديكي (بالإنجليزية: Doug Dickey)‏ هو لاعب كرة قدم أمريكية أمريكي، ولد في 24 يونيو 1932 في فيرمليون في الولايات المتحدة.